# C.O.R.E. (jeu vidéo)
Pour les articles homonymes, voir Core.
Ne doit pas être confondu avec Core (jeu vidéo).
C.O.R.E. est un jeu vidéo de tir à la première personne développé par NoWay Studios et édité par Graffiti Entertainment. Le titre est sorti en 2009 exclusivement sur Nintendo DS.

## Accueil
Le site américain GameSpot, qui a testé le jeu, qualifie le level design d'« atroce » car « labyrinthique ». En effet, les niveaux sont composés de couloirs au design linéaire dans lesquels le joueur est confiné sans carte, ce qui rend l'orientation très difficile. Les combats y sont « insipides » et les contrôles « imprécis ». Le mode multijoueur est légèrement meilleur bien que non exempt de défauts, les contrôles inconfortables et l'arsenal terne rendant le divertissement très temporaire.